# Thado Minsaw
Thado Minsaw (tiếng Miến Điện: သတိုးမင်းစော, [ðədó mɪ́ɰ̃sɔ́], 15 tháng 6 năm 1762 – 9 tháng 4 năm 1808) là thái tử của triều Konbaung, Miến Điện từ năm 1783 đến năm 1808, dưới thời trị vì của vua cha Bodawpaya. Với tư cách là Thân vương Shwedaung và Dabayin, ông được nhà vua giao cho quản lý các công việc hàng ngày của vương quốc và khi cần thiết, lãnh đạo Quân đội Hoàng gia chống lại kẻ thù. Thado Minsaw được biết đến nhiều nhất với cuộc chinh phục Arakan (nay là bang Rakhine) vào năm 1784–1785 và sau đó là việc di chuyển tượng Đức Phật Mahamuni từ Mrauk-U đến Amarapura. Ông cũng chỉ huy bảo vệ thành công bờ biển Tenasserim (Tanintharyi) năm 1792 trong cuộc chiến với Xiêm La. Thái tử cũng dẫn đầu công cuộc phục hồi sân khấu Miến Điện vào cuối thế kỷ 18 bằng cách đưa một nhóm nghệ sĩ trẻ đến triều đình của mình.
Thado Minsaw qua đời ở tuổi 45 vào năm 1808, và được con trai là Thân vương Sagaing (sau này là vua Bagyidaw) kế vị làm thái tử. Các vị vua Konbaung về sau đều có nguồn gốc từ ông.

## Thời trẻ
Thado Minsaw có tên khai sinh là Maung Paw (မောင်ပေါ်, [màʊɰ̃ pɔ̀]), con của Thân vương Badon (sau này là vua Bodawpaya) và người vợ thứ ba Me Lun Thu (sau này là Bắc Cung hoàng hậu) vào năm 1762 tại Shwebo. Vào ngày 26 tháng 3 năm 1781, Maung Yit được vua Singu, anh họ đầu tiên của ông, phong Shwedaung làm thái ấp và trở thành Thân vương Shwedaung. Vào ngày 13 tháng 7 năm 1783, gần một năm rưỡi sau khi cha ông là Bodawpaya lên ngôi Miến Điện, Thân vương Shwedaung mới 21 tuổi được phong làm thái tử, đồng thời được cấp Dabayin và Taungdwingyi làm thái ấp.

## Thái tử

### Chinh phục Arakan
Nhiệm vụ quan trọng đầu tiên của Thado Minsaw với tư cách thái tử là lãnh đạo cuộc xâm lược Arakan của người Miến Điện, một vương quốc độc lập ở phía tây, bị ngăn cách bởi dãy núi Arakan Yoma. Tháng 10 năm 1784, tổng tư lệnh Thado Minsaw dẫn đầu một lực lượng viễn chinh bao gồm 4 sư đoàn, tổng cộng 30.000 người (bao gồm 2500 kỵ binh và 200 voi). Ba sư đoàn vượt qua Arakan Yoma từ ba con đèo khác nhau với sư đoàn của Thado Minsaw vượt núi từ căn cứ Minbu. Thứ tư là một đội tàu đến từ bờ biển Ấn Độ Dương từ căn cứ đầu tiên của Anh tại Negrais. Vào ngày cuối cùng của năm, các lực lượng Miến Điện đã chiếm được thủ đô Mrauk-U của người Arakan, chấm dứt gần 5 thế kỷ độc lập của dân tộc này. Hai mươi nghìn người đã bị trục xuất đến cư trú tại thủ đô mới của nhà vua, Amarapura. Trong cuộc cướp bóc và tàn phá sau đó, phần lớn di sản văn hóa và trí tuệ của Arakan đã bị mất. Thư viện hoàng gia bị thiêu rụi. Đất nước bị thôn tính và cai trị qua bốn chế độ thống đốc, mỗi chế độ được hỗ trợ bởi một đơn vị đồn trú. Tượng Đức Phật Mahamuni, biểu tượng chủ quyền của người Arakan, đã bị cưỡng bức đưa đến Amarapura.

### Hành chính
Dù vẫn tuổi đôi mươi, Thado Minsaw đã được cha mình trông cậy vào các công việc nội chính và quân sự. Cuối năm 1785, Thado Minsaw được giao cai quản Amarapura trong khi nhà vua đích thân chỉ huy một cuộc xâm lược quy mô lớn vào Xiêm. Sau khi cuộc xâm lược kết thúc trong thất bại hoàn toàn, Bodawpaya đã giao lại việc quản lý các công việc hàng ngày của vương quốc cho Thado Minsaw, và tập trung vào tôn giáo.

### Bảo vệ Tenasserim
Thái tử được gọi trở lại phục vụ vào năm 1792 khi người Xiêm tái xâm lược Tenasserim, vùng ven biển ngay phía tây Bangkok. Các lực lượng Xiêm, vốn xâm lược khu vực này vào năm 1787, lần này đã chiếm được Tavoy (Dawei) vào tháng 3 năm 1792, và bao vây Mergui (Myeik). Thado Minsaw với tư cách là tổng tư lệnh của một lực lượng mạnh gồm 10.000 người lần đầu hành quân xuống thành phố Martaban (Mottama) do người Miến kiểm soát ở phía bắc bờ biển Tenasserim làm căn cứ tiền phương của mình. Đến tháng 12 năm 1792, Thado Minsaw đã có thể đánh đuổi quân Xiêm khỏi Tavoy và giải vây cho Mergui, nơi thống đốc người Miến đã trấn giữ thành công. Ông để lại một phần quân trấn giữ biên giới phía đông nam.

### Sân khấu
Thái tử cũng có công trong việc hồi sinh nhà hát và sân khấu Miến Điện. Vào những năm 1780, ông đã tập hợp một nhóm nghệ sĩ trẻ sáng tạo trong triều đình riêng của mình, bao gồm Maung Sa, sau này là Myawaddy Mingyi U Sa. Năm 1789, một Ủy ban Hoàng gia bao gồm các hoàng tử và bộ trưởng được giao nhiệm vụ dịch các vở bi kịch Xiêm và Java từ tiếng Thái sang tiếng Miến Điện. Với sự giúp đỡ của các nghệ sĩ Xiêm bị bắt từ Ayutthaya năm 1767, ủy ban đã chuyển thể hai sử thi quan trọng từ tiếng Thái sang tiếng Miến: Ramayana và Enao của Xiêm, cùng phiên bản Xiêm của những câu chuyện Panji của người Java sang tiếng Miến Điện, với tên gọi Yama Zatdaw và Enaung Zatdaw.

## Qua đời
Thái tử Thado Minsaw qua đời tại Amarapura ở tuổi 45 vào ngày 9 tháng 4 năm 1808. Ông có 22 hoàng hậu, 32 con trai và 26 con gái. Mặc dù không bao giờ lên ngôi, nhưng thái tử là cha của hai vị vua tương lai, Bagyidaw và Tharrawaddy. Các vị vua Konbaung về sau đều có nguồn gốc từ ông.